# La gente del arrozal
La gente del arrozal (en camboyano: អ្នកស្រែ, Neak sre) es una película dramática coproducida internacionalmente de 1994 dirigida y coescrita por Rithy Panh. Adaptada de la novela de 1966 Ranjau Sepanjang Jalan (No Harvest But a Thorn), del autor malasio Shahnon Ahmad, ambientada en el estado malasio de Kedah, La gente del arrozal es la historia de una familia rural en la Camboya posterior a los Jemeres Rojos, que lucha por traer la cosecha de arroz de una sola temporada. Fue filmado en el pueblo camboyano de Kamreang, en las áreas de Kien Svay y Boeung Thom de la provincia de Kandal, cerca de Phnom Penh, a orillas del río Mekong . El elenco cuenta con actores profesionales y no profesionales.
La película se estrenó en la competencia principal del Festival de Cine de Cannes de 1994 y se presentó a la 67.ª edición de los Premios Óscar, la primera vez que una película camboyana se presentó como posible nominada a Mejor Película en Lengua Extranjera.

## Argumento
En Camboya, donde las familias fueron destrozadas en el intento genocida de los Jemeres Rojos comunistas de transformar el país en una utopía agraria, es irónico que la gente haya perdido el contacto con la tierra. Para una generación de niños, el arroz no proviene de la tierra, sino de un saco descargado de la parte trasera de un camión de socorro de las Naciones Unidas.
Así que es en estos tiempos inciertos que una familia camboyana está intentando cultivar arroz. El padre, Pouev, está preocupado porque la parcela de tierra de la familia se está reduciendo y es posible que no pueda producir una cosecha lo suficientemente grande.
La madre, Om, está preocupada por su esposo, y sus peores temores se confirman cuando Poeuv pisa una espina venenosa y luego, después de un período prolongado de estar postrada en cama, muere de una infección.
Om no puede soportar la presión de ser la cabeza de familia, ni tiene la fuerza para atender los campos de arroz. Ella recurre al alcohol y al juego y finalmente la encierran por su enfermedad mental.
La responsabilidad de recoger la cosecha y criar a sus seis hermanas recae en la niña mayor, Sakha.

## Reparto
- Peng Phan como Om
- Mamá Soth como Poeuv
- Chhim Naline como Sakha
- Va Simorn como Sokhoeun
- Sophy Sodany como Sokhon
- Muong Danyda como Sophon
- Pen Sopheary como Sophoeun
- Proum Mary como Sophat
- Sam Kourour como Sopheap

## Lanzamiento
Rice People se estrenó en el Festival de Cine de Cannes de 1994 en la competencia principal por la Palma de Oro, pero perdió con Pulp Fiction. La película tuvo su estreno norteamericano en el Festival Internacional de Cine de Toronto.
La película se presentó a los 67.ª edición de los Premios Óscar como posible nominada a Mejor Película en Lengua Extranjera, fue primera vez que una película camboyana se presentaba a los Premios de la Academia.